# أنخيل سيبولفيدا
أنخيل سيبولفيدا (بالإسبانية: Ángel Sepúlveda) (15 فبراير 1991 بالمكسيك - ) هو لاعب كرة قدم مكسيكي في مركز الهجوم. لعب مع أتلانتي إف سي ونادي موريليا الرياضي وطوروس نيزا ونادي كيريتارو.

## وصلات خارجية
- أنخيل سيبولفيدا على موقع إي إس بي إن إف سي (الإنجليزية)
- أنخيل سيبولفيدا على موقع قاعدة بيانات كرة القدم.إي يو (الإنجليزية)
- أنخيل سيبولفيدا على موقع ناشيونال فوتبول تيمز (الإنجليزية)
- أنخيل سيبولفيدا على موقع Soccerway.com (الإنجليزية)
- أنخيل سيبولفيدا على موقع عالم كرة القدم.نت (الإنجليزية)
- أنخيل سيبولفيدا على موقع AS.com (الإسبانية)